# NGC 7321
NGC 7321 (другие обозначения — PGC 69287, UGC 12103, MCG 3-57-21, ZWG 452.31, KAZ 227, IRAS22340+2121) — спиральная галактика с перемычкой (SBb) в созвездии Пегас.
Этот объект входит в число перечисленных в оригинальной редакции «Нового общего каталога».
В галактике вспыхнула сверхновая SN 2008gj типа Ic, её пиковая видимая звездная величина составила 18,2.
В галактике вспыхнула сверхновая SN 2013di типа Ia, её пиковая видимая звездная величина составила 18,2.